# 아라키 시게루
아라키 시게루(荒木しげる, 1949년 2월 9일 ~ 2012년 4월 14일)는 일본의 전 배우였다. 신장 174cm, 혈액형 B형.
1949년에 일본 가고시마현 이즈미 시에서 태어났으며 본명은 아라키 이쿠노리였다.
고교 시절 시부야에서 스카웃된 이후 포크 그룹인 포 세인츠의 드러머로 데뷔했었다. 이후 1973년에 밴드가 해체된 이후 CM 모델을 하다가 1975년에 배우로 전향하고, 같은 해에 《가면라이더 스트롱거》에서 주인공인 '죠 시게루' 역할을 맡으면서 배우로 데뷔했었다. 이후 2003년에 싱글 앨범을 내고 2008년에 포 세인츠의 재결성을 통해 드러머로 다시 활동하기도 했었다.
1980년 결혼식을 올리며 슬하에 2남 2녀를 두었는데 정치에도 도전해 도쿄 메구로 구 의원 선거에 2007년과 2011년에 도전했지만 모두 낙방했던 적이 있었다. 2007년부터 식도암으로 투병 생활을 했지만 왕성하게 활동하던 도중 2012년에 아스페르길루스증을 동반한 폐렴으로 사망했다. 향년 63세.
그리고 아버지의 뒤를 이어 아라키 시게루의 장남과 차남은 영화 감독으로 데뷔하고 아라키 시게루의 장녀와 차녀는 아버지의 뒤를 이어 2013년 영화 배우로 데뷔해 왔다. 유작은 히라야마 토오루의 문하생이 제작에 참가한 오리지널 특촬 비디오인 《발렛 리버스》. 이 작품에 특별 출연했다.
생전에 《비밀전대 고레인저》의 아카레인저 배우 마코토 나오야나 《가면라이더 V3》의 가면라이더 V3, 고레인저의 아오레인저 배우 후지오카 히로시와 친하게 지내던 사이였고 《가면라이더 아마존》의 주인공을 맡은 오카자키 토오루와는 같은 소속사에 있던 적이 있었던 데다 같은 규슈 출신이라 친하게 지냈다고 한다. 이 때문에 죽기 전에 오키자키 토오루를 나가사키에서 도쿄로 불러 같이 이벤트에 참석하기도 했다고 한다.
1997년에 병원에 입원했다가 당시 병원 관계자들에게 사인을 해 준 이력이 있다고 한다.